# Meloe brevicollis
Meloe brevicollis é uma espécie de insetos coleópteros polífagos pertencente à família Meloidae.
A autoridade científica da espécie é Panzer, tendo sido descrita no ano de 1793.
Trata-se de uma espécie presente no território português.